# Danionella
A Danionella  a csontos halak (Osteichthyes) főosztályának sugarasúszójú halak (Actinopterygii)  osztályába, a pontyalakúak (Cypriniformes) rendjébe, a pontyfélék (Cyprinidae) családjába, és a Danioninae alcsaládjába tartozó nem .

## Rendszerezés
A nemhez az alábbi 2 faj tartozik.
- Danionella mirifica
- Danionella translucida